# Карги
Карги — село в Ачитском городском округе Свердловской области. Управляется Каргинским сельским советом.

## География
Село располагается в долине реки Кирчигазик в 30 километрах на юго-восток от посёлка городского типа Ачит.

### Часовой пояс
Карги, как и вся Свердловская область, находится в часовой зоне МСК+2. Смещение применяемого времени относительно UTC составляет +5:00.

## Население
| 2002 | 2010 | 2021 |
| ---- | ---- | ---- |
| 565  | ↘428 | ↘300 |

## Инфраструктура
Село разделено на 9 улиц: Гагарина, Ленина, Лесная, Мира, Молодёжная, Набережная, Новая, Октябрьская, Советская.